# Johan Snellen
Johannes (Johan) Snellen (gedoopt Breda, 12 mei 1642 – Torbay, 24 augustus 1691) was een Nederlands marineofficier uit de 17e eeuw.

## Familie
Johan (ook Jan) Snellen werd op 12 mei 1642 in de Grote Kerk van Breda gedoopt als zoon van burgemeester Willem Snellen en Catharina Verhoeven. Hij trouwde in 1680 met Margaretha van Muijden (1658-1753), dochter van koopman Bartholomeus van Muijden en Bartha Graswinckel. Snellen woonde met zijn gezin in Rotterdam.
Snellen is een voorvader van onder anderen zoöloog Samuel Constantinus Snellen van Vollenhoven (1816–1880), dichteres Henriette Roland Holst (1869-1952) en Pieter van Vollenhoven (1939). Een andere nazaat, François van Vollenhoven, wethouder van Rotterdam, schonk in 1855 Snellens door Adriaen van der Werff geschilderd portret aan het Museum Boijmans. Het ging verloren bij de museumbrand in 1862.

## Loopbaan
Snellen was bevelhebber van het fregat Utrecht tijdens de Derde Engels-Nederlandse Oorlog. Hij nam onder andere deel aan de Slag bij het Schooneveld en de Slag bij Kijkduin. In 1674 werd hij benoemd tot ordinaris kapitein ter zee. In datzelfde jaar voer hij mee als bevelhebber van de Delft op een expeditie langs de Franse kust onder Cornelis Tromp. In 1680 werd hij bevorderd tot kapitein-ter-zee.
Met de Delft begeleidde Snellen in 1688 de vloot die meevoer met Willem III van Oranje, die koning van Engeland zou worden. Het jaar daarop werd hij bevelhebber van het schip De Eendracht en voer hij onder Philips van Almonde naar de Middellandse Zee. De Eendracht verging tijdens zwaar stormweer bij Plymouth. Hij onderscheidde zich in juli 1690 bij de Slag bij Beachy Head (Béveziers), waar vlootvoogd Jan van Brakel sneuvelde. Snellen wist met zijn schip Maas als een van de weinige Nederlandse schepen aan de Fransen te ontkomen. Op 7 augustus 1690 werd Snellen door Willem III benoemd tot schout-bij-nacht van de Admiraliteit van de Maas. In datzelfde jaar kreeg hij het bevel over de Gelderland, ook wel Hertog van Gelre.
Snellen werd op 21 april 1691 aangesteld als bevelhebber op de Zeven Provinciën, eens het vlaggenschip van Michiel de Ruyter. Het werd zijn laatste schip; Snellen overleed enige maanden later aan boord in zijn slaap, toen het schip voor de haven van Torbay (Devonshire, Engeland) lag. Door twaalf kapiteins gedragen werden zijn hart en ingewanden naar de parochiekerk van het nabijgelegen Paignton gebracht en aldaar begraven. Zijn gebalsemd lijk werd naar Rotterdam vervoerd en is daar in de Franse kerk begraven.